# Музей Ван Лон
Музей Ван Лон (нидерл. Museum Van Loon) — музей в Амстердаме (Нидерланды), расположенный в центре города на берегу канала по адресу Кайзерсграхт (Keizersgracht), 672.

## История и архитектура
Дом у канала, где находится музей, был построен в 1672 году по проекту архитектора голландского классицизмa Адриана Дортсмана. для богатого торговца зерном и оружием Иеремии ван Рея. Позднее в этом доме арендовал помещения известный голландский живописец, рисовальщик и гравёр, один из учеников Рембрандта, Фердинанд Бол. Сменив ряд владельцев, в 1884 году дом был приобретён Хендриком Ван Лоном. Тора ван Лон-Эгидиус, проживавшая в этом доме, была фрейлиной Вильгельмины, принцессы Нидерландов. Последний представитель рода Мориц Ван Лон в 1960 году в одной из частей здания открыл музей.
На вершине дома есть четыре скульптуры, представляющие Цереру, Марс, Минерву и Вулкан. Интерьер дома был реконструирован в стиле XVIII века с деревянными панелями и лепниной. На верхних этажах находятся несколько картин с изображениями древнеримских атлетов и спальня, украшенная картинами с видами Италии периода романтизма.

## Экспозиция музея
В экспозиции представлены картины конца XVIII — начала XX веков, большая часть из которых является портретами членом семьи Ван Лон; шпалеры работы Юрриэна Андриссена из замка Дракенстейн; антикварная мебель и изделия из фарфора голландского и фламандского производства с гербом семьи Ван Лон.
Несколько раз в год в музее проводятся выставки современного и классического искусства. В приусадебном саду, разбитом по рисунку конца XVI века, находится садовый домик, который является национальным памятником Нидерландов.

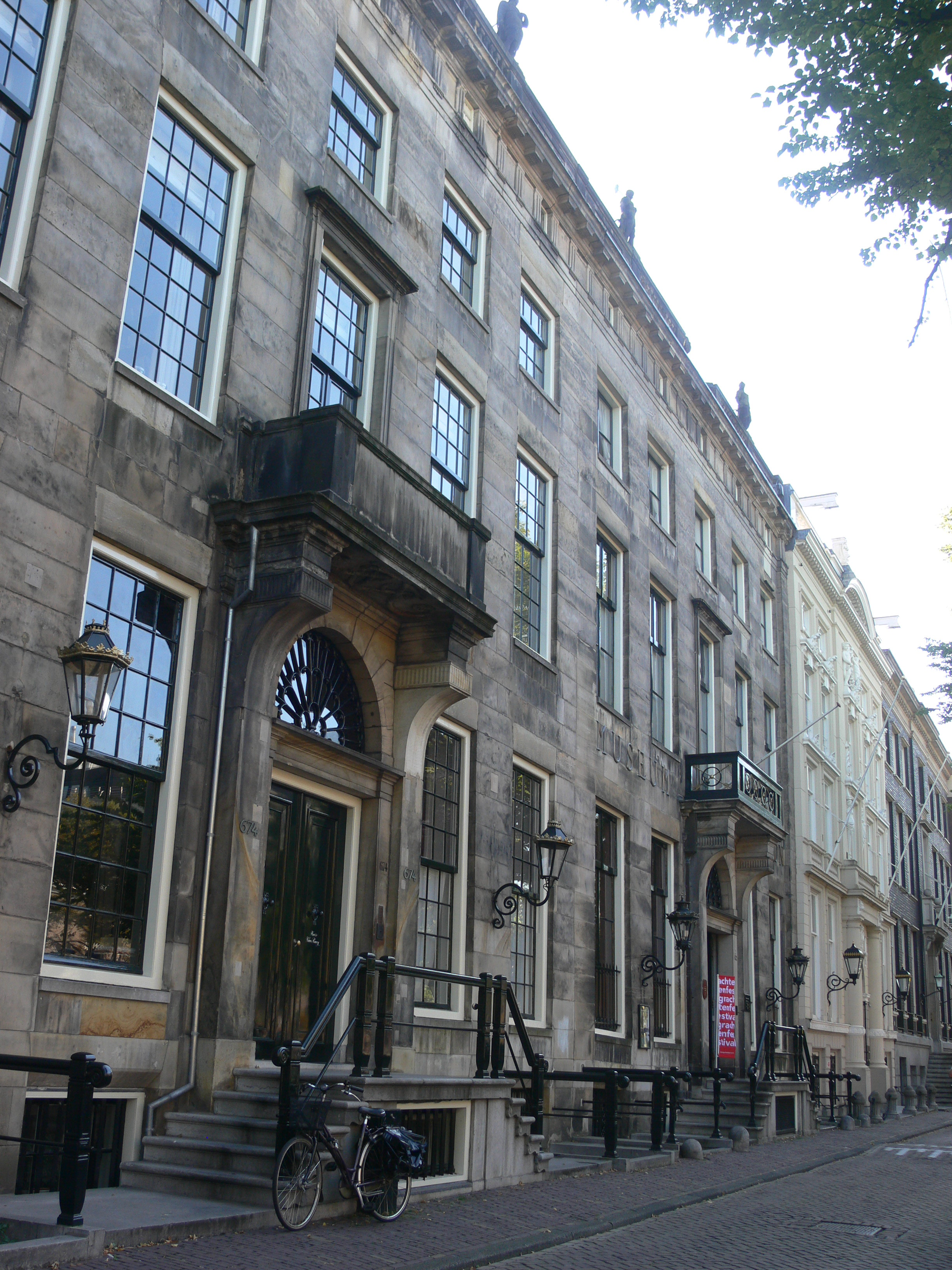
Музей Ван Лон. Фасад по улице Кайзерсграхт, 672. Архитектор А. Дортсман. 1672
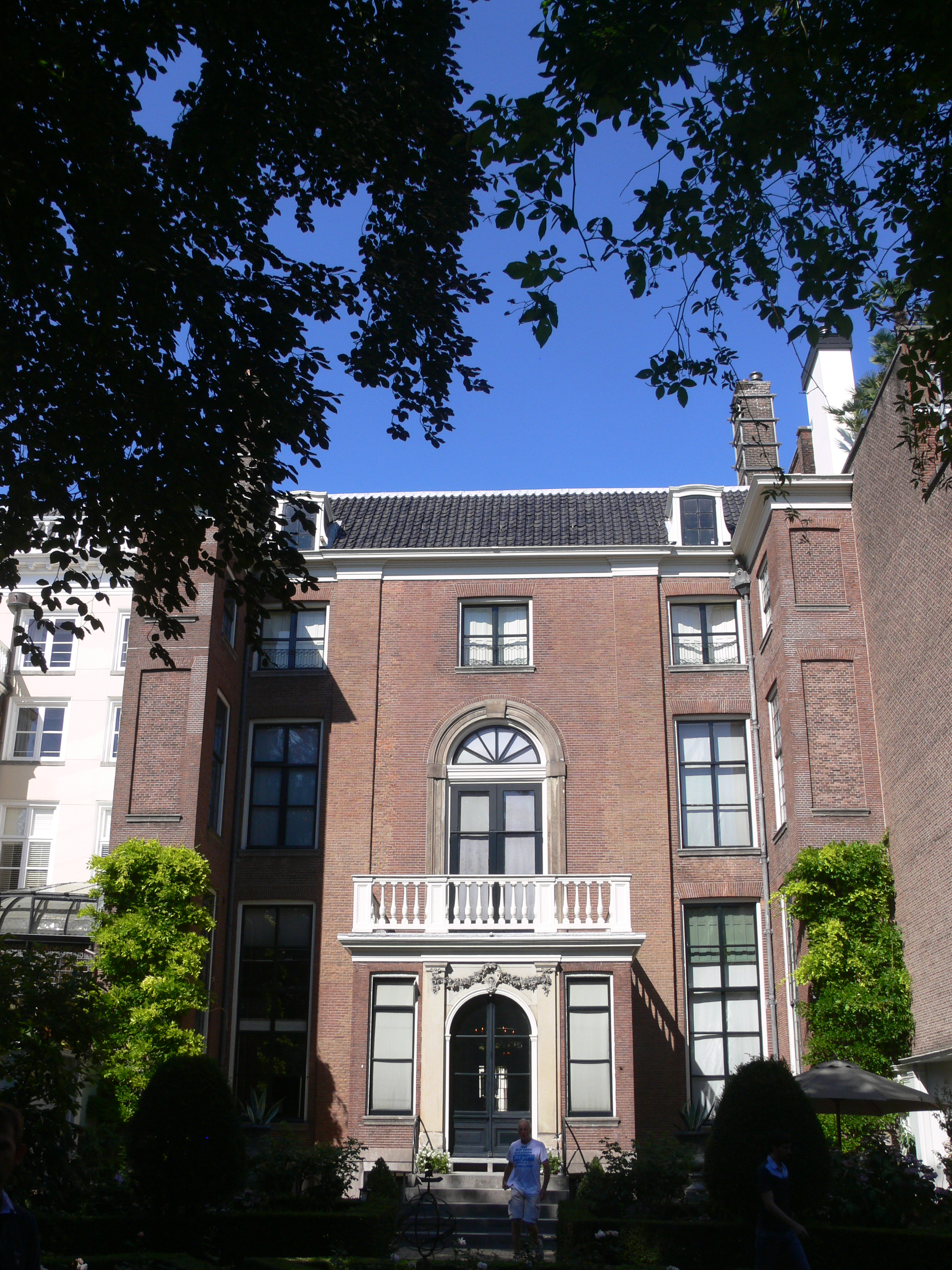
Фасад музея со стороны двора
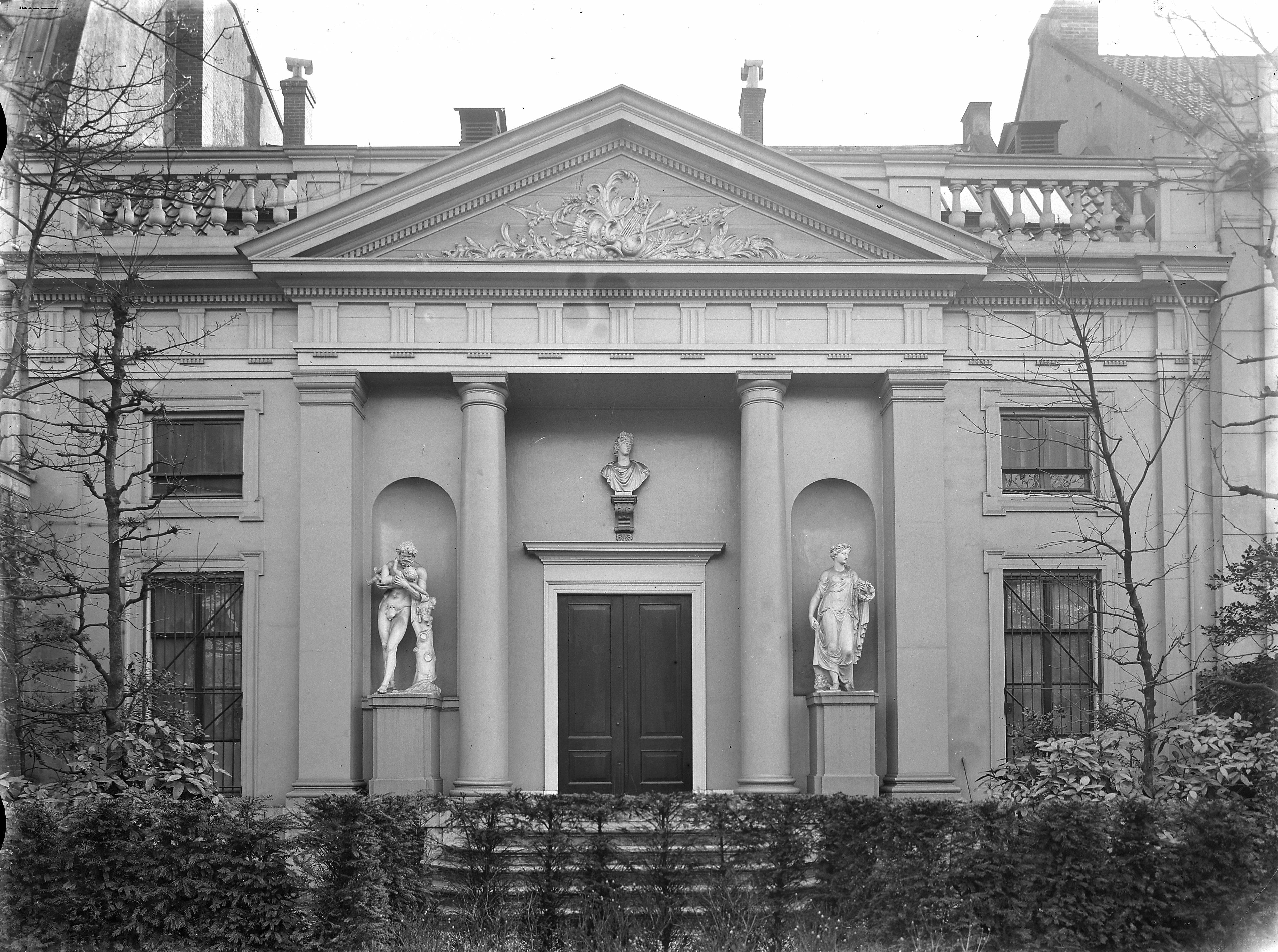
Садовый домик. 1930-е. Архитектор К. И. Стинберг
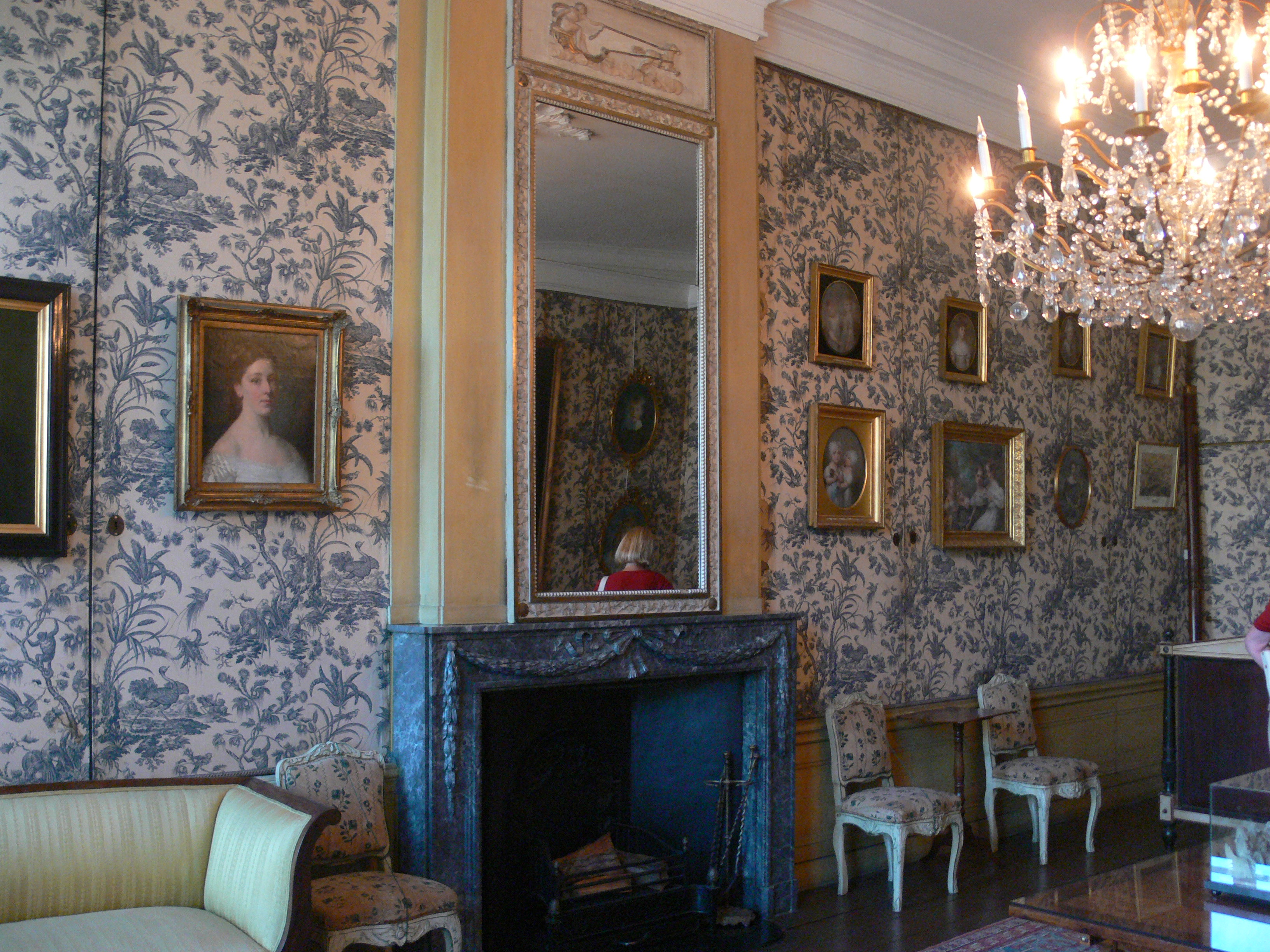
Интерьер. Первый этаж
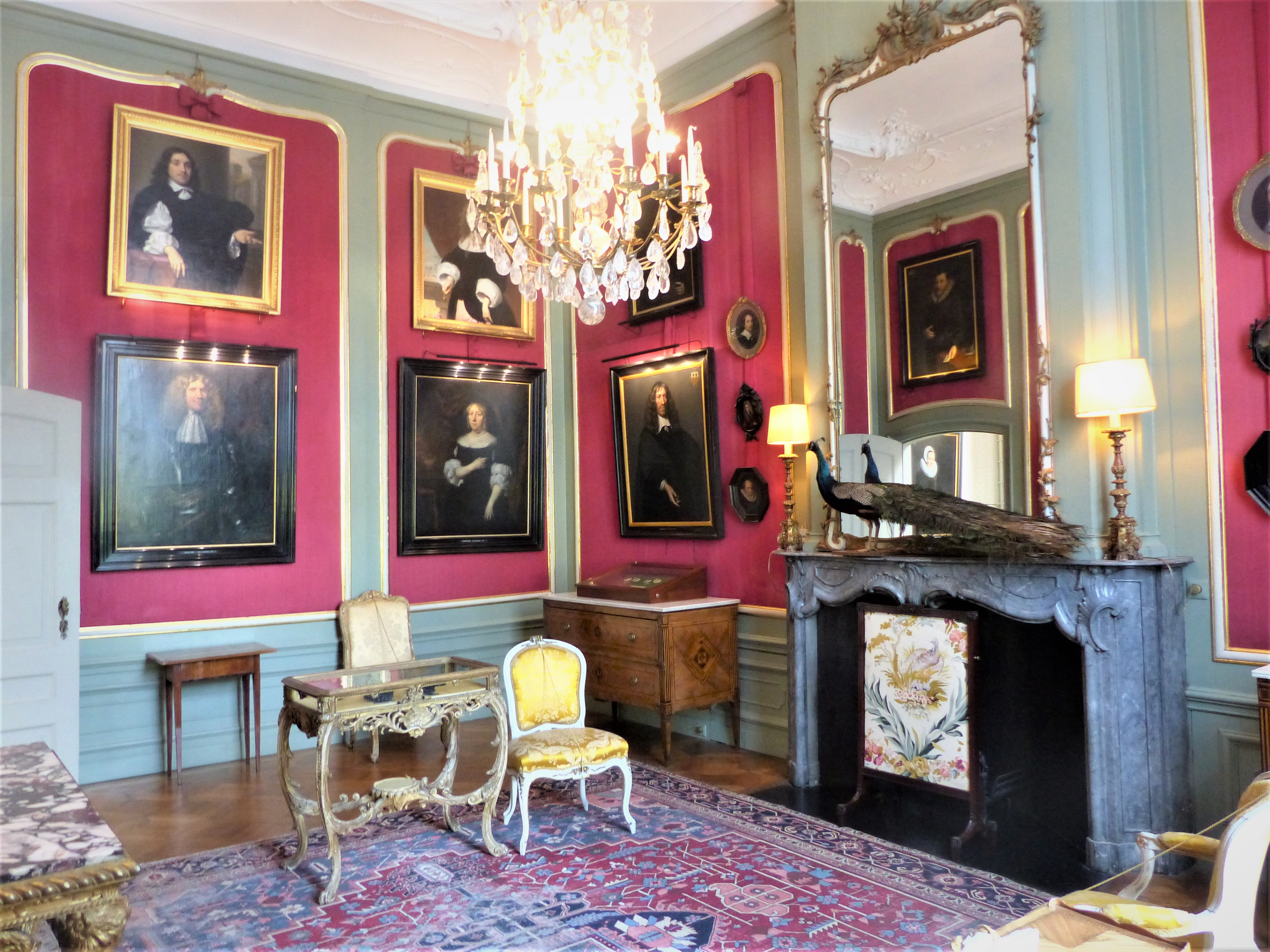
Приёмная
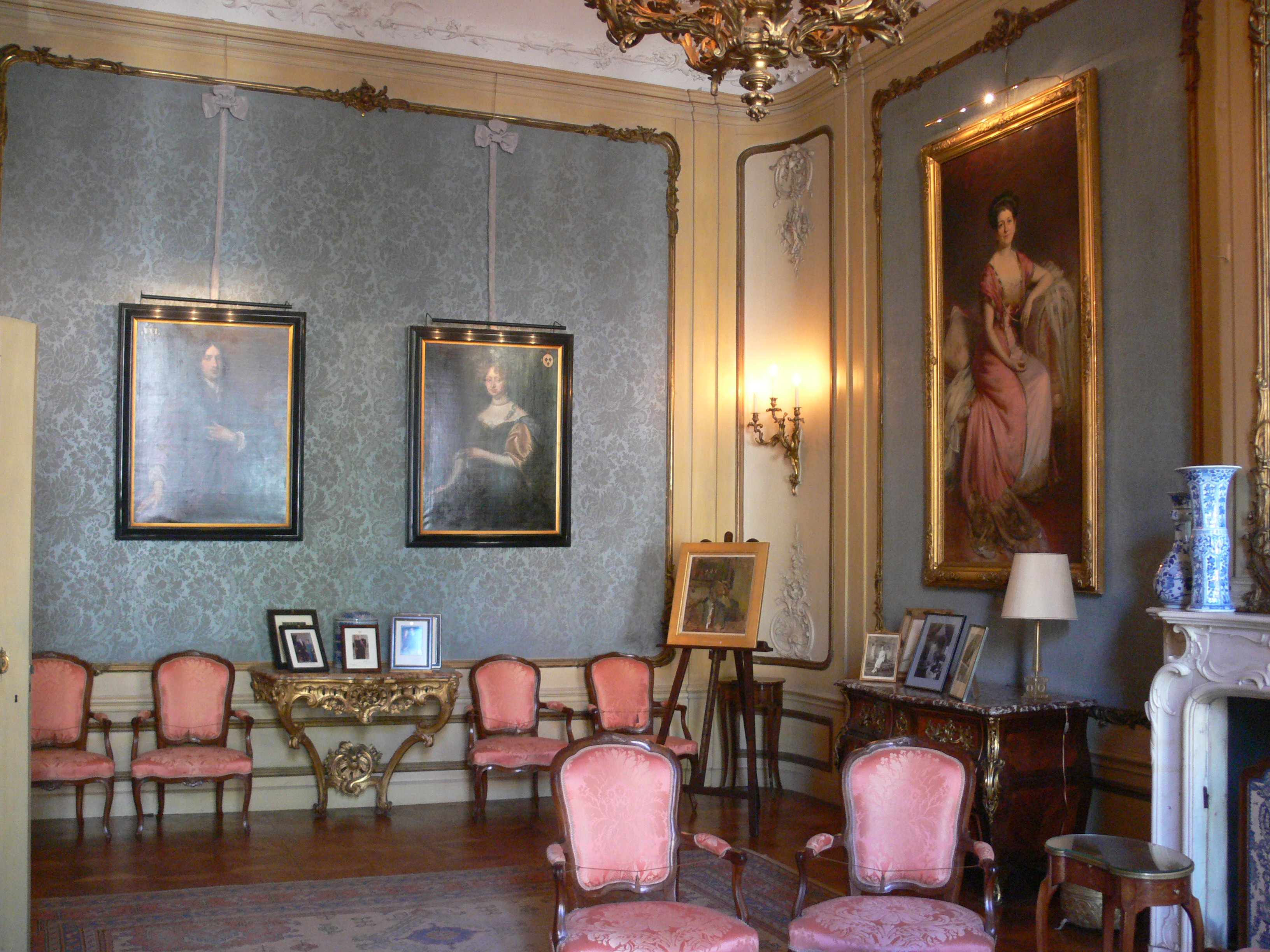
Картинный зал
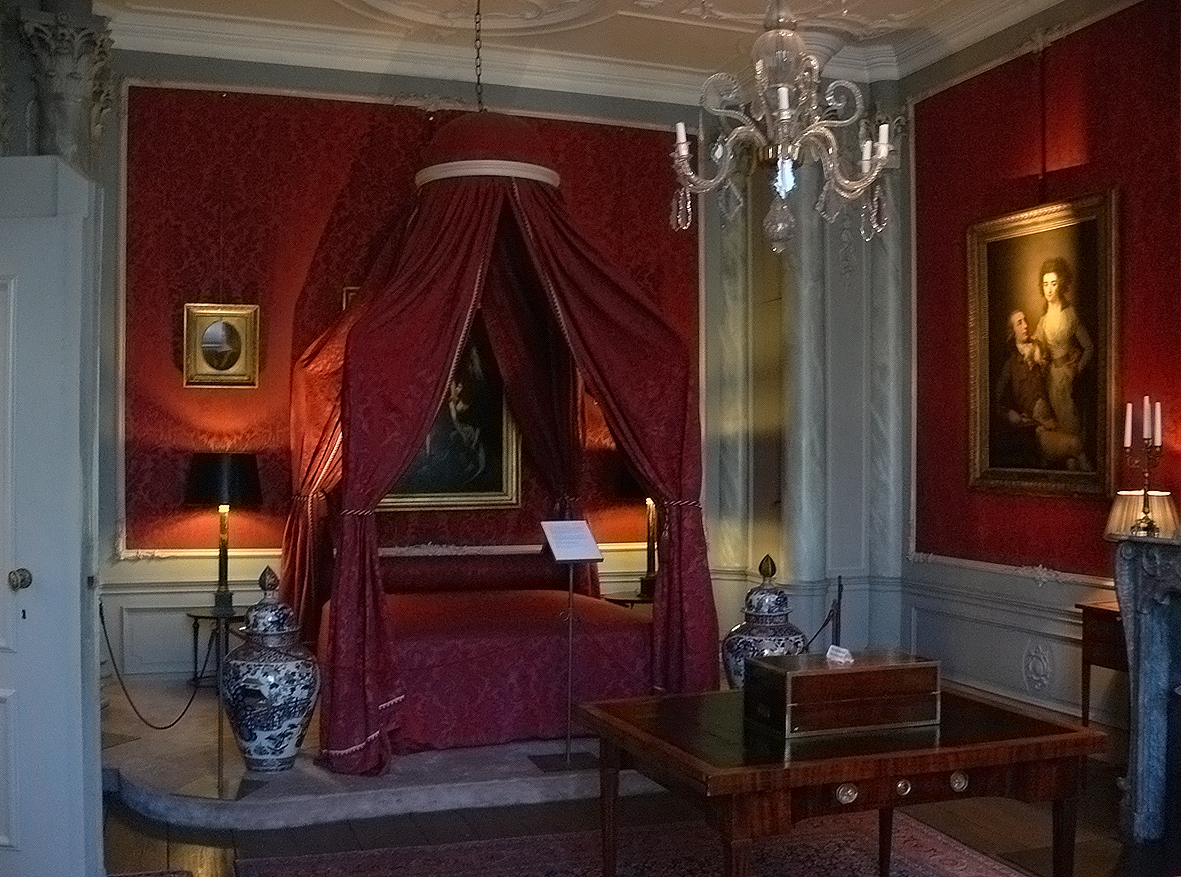
Спальня
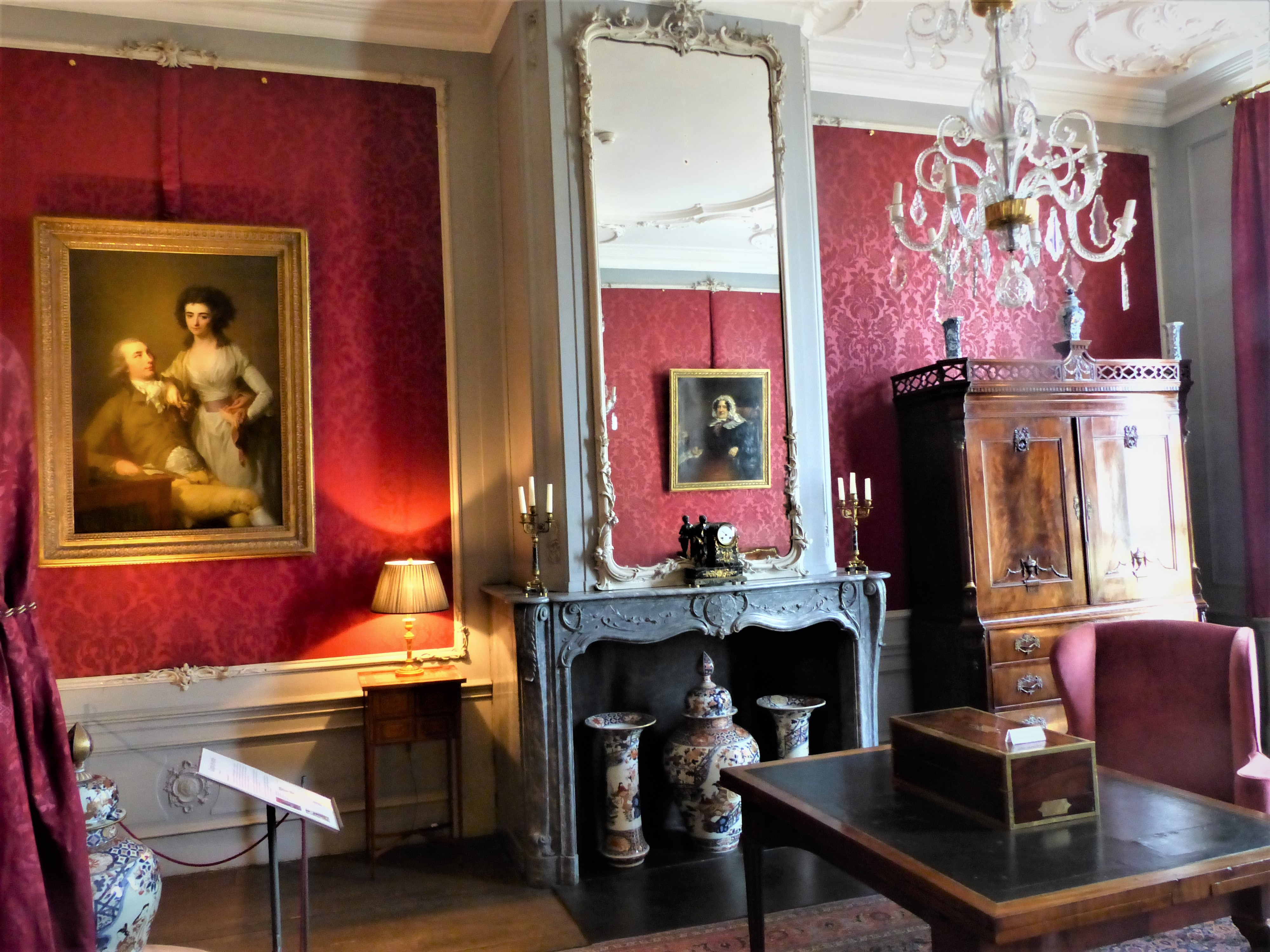
Красная спальня
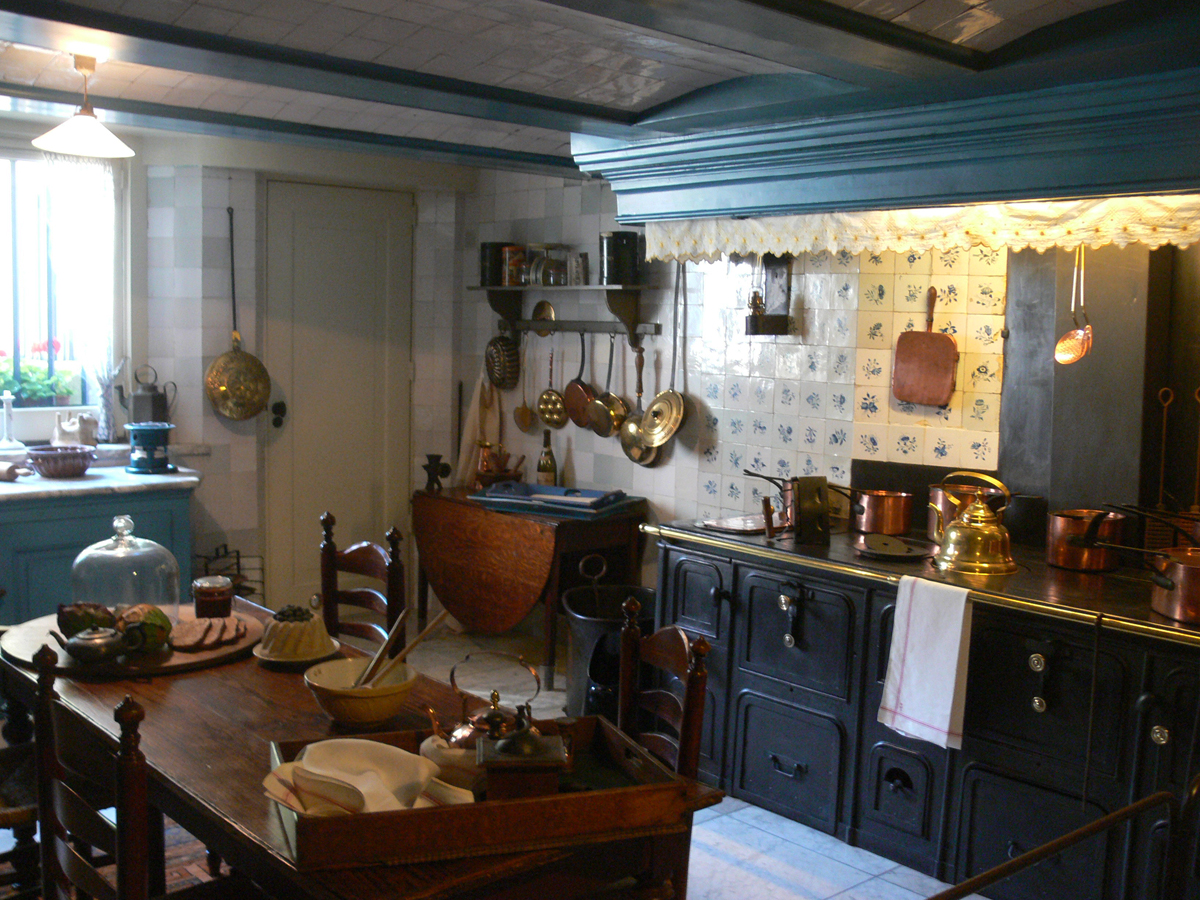
Кухня